# Freddy Ehlers
Freddy Ehlers Zurita (Quito, 30 novembre 1945) è un politico ecuadoriano.
È il segretario generale della Comunità andina.
Acquisì notorietà con il suo programma "La Televisione" come presentatore e produttore. Nel 1996 e nel 1998 fu candidato presidenziale, e dal 2002 al 2006, fu eletto parlamentare al Parlamento andino.
Il 18 di gennaio del 2007, fu eletto come nuovo segretario generale della Comunità andina, rimpiazzando Alfredo Fuentes, che assunse la segreteria interna nel 2006.
Nel 2010 fu nominato ministro del turismo nel Governo di Rafael Correa.
Ha fatto studi in giurisprudenza nella Università centrale dell'Ecuador, e di televisione nei Paesi Bassi e Stati Uniti. È stato giornalista per più di trenta anni e parlamentare andino per l'Ecuador, eletto il 20 ottobre del 2002 con una votazione del 20% in rappresentanza del "Movimiento Cívico Nuevo País".